# Лиховка
Ли́ховка (укр. Лихівка) — посёлок, Лиховский поселковый совет, Каменский район, Днепропетровская область, Украина.
Является административным центром Лиховского поселкового совета, в который, кроме того, входят сёла Радужное, Степовое и ликвидированное село Красные Луки.

## Географическое положение
Посёлок городского типа Лиховка находится на берегу реки Омельник.
выше по течению примыкает село Красные Луки,
ниже по течению на расстоянии в 0,5 км расположено село Анновка (Верхнеднепровский район).
Примыкает к селу Степовое.
Река в этом месте пересыхает, на ней сделано несколько запруд.
По селу протекают пересыхающие ручьи с запрудами.

## История
Территория, где расположен посёлок, была заселена ещё в эпоху бронзы. В одном из курганов исследовано погребение, относящееся к XIII—IX вв. до нашей эры.
Как свидетельствуют письменные источники, около 1740 года здесь возникло одно из запорожских поселений — слобода Омельник, получившая своё название от протекавшей поблизости реки. В начале 1750 года сюда переехало несколько семей с Полтавщины — из Омельника и Кобеляк. Слобода разрасталась, со временем её назвали Лиховкой. В селе была открыта в 1754 году Троицкая церковь.
О происхождении этого названия существует много легенд. Самой распространенной из них является следующая. В давние времена берега Омельника были крутыми и высокими, а долина — густо поросшая лесом. Посредине реки находился песчаный остров. На нем поселился беглый крепостной, ставший вольным казаком. Прозывали его Лихим, или Лихачем. Казак Лихой (по письменным источникам — запорожец Лишевский) принимал к себе крепостных крестьян, бежавших от помещичьего гнета. Беглецы находили приют в близлежащих густых лесах, глубоких оврагах, оседали на никем не занятых землях.

Имеет право на существование ещё одна версия, которую вспоминает Николай Соколенко в романе-воспоминаниях «Тернистыми тропами». Версия логичнее объясняет права жителей казацкого поселения, которое никогда не было крепостным в любое время сплошного закрепощения Украины. 
"О броде под именем Лихой. Крутые берега реки Омельник та ее глубина усложняли переправу. Господа, которое спешило осмотреть никем не занятые земли, и путешественники вынуждены были пересекать реку через брод только в одном месте. Крепостные крестьяне держали этот брод под своим наблюдением и часто нападали, чтобы забрать собственность, а то и жизни путешествующих людей. Поэтому брод через Омельник получил славу лихого. Царское правительство было заинтересовано в том, чтобы сделать брод безопасным и ликвидировать приют для беженцев. Этого можно было достичь, образовав казацкое поселение в районе брода, что и произошло со временем. Так поселение, которое сначала звали по месту происхождения Омельника, стали звать Лиховка".
 В XVIII веке Лиховка входила в Кодацкую паланку. С ликвидацией Запорожской Сечи слобода была объявлена государственной и вошла в состав Елизаветинской провинции Новороссийской губернии вначале как 4-я рота Елисаветградского пикинёрного полка, позднее — под названием 6-й роты. Около 1772 года она упоминается как 12-я рота того же полка.
К 1780 году население Лиховки по сравнению с 1754 годом увеличилось в четыре раза, главным образом за счет беглецов с земель Правобережной Украины, находившихся под властью шляхетской Польши. В 1787 году здесь насчитывалось уже 300 дворов и проживало 655 лиц мужского пола. Лучшие земли принадлежали местным богачам и церкви. Церковь владела 120 десятинами усадебной, хлебопашенной и сенокосной земли.
Уже в первой половине XIX в. Лиховка стала значительным торговым центром. Например, в 1828 году здесь состоялись четыре ярмарки. На первую из них приехало около 2 тыс. человек, товаров было привезено на сумму 20 тыс. руб. Торговали преимущественно хлебом и скотом. Позднее здесь ежегодно 6 августа устраивалась т. н. Преображенская ярмарка. В 1857 году стоимость товаров, привезенных на эту ярмарку, составляла 32 795 руб. На ярмарке постоянно случались интересные истории. Как-то в Лиховка господин привез заморских борцов, в бой с которым должен был вступить кто-то из крестьян. Победитель получал пару хороших вороных. На помост вышла женщина, которую постоянно бил муж и, к удивлению крестьян, через две минуты один борец был побежден. Счастливая жена послала мужа забрать лошадей, но он только дрожал. Больше никогда этот человек на жену руки не поднимал. Ярмарки способствовали развитию экономики села, что в свою очередь вело к росту его населения. Так, в 1863 году здесь было уже 380 дворов и 2692 жителя. Лиховка стала центром волости и входила в состав Верхнеднепровского уезда.
В 1884 году к Лиховской общине было приписано 3497 человек, из них дворян — 35, духовенства — 25, купцов — 8, мещан — 216, остальные — крестьяне. Из всего населения право голоса на сельском сходе имели только 500 человек. 83 жителя Лиховки (среди них — четыре женщины) ходили на заработки в Херсонскую губернию и в другие места.
Одним из важных показателей развития капиталистических отношений в сельском хозяйстве было все более широкое применение в нём машин. В. И. Ленин в работе «Развитие капитализма в России» именно на примере Верхнеднепровского уезда показал темпы роста применения улучшенных орудий и машин в земледелии. По отчету Екатеринославской губ. земской управы за 1895 г.,— писал В. И. Ленин,— «распространение улучшенных земледельческих орудий в губернии идет весьма быстрыми шагами». Например, в Верхнеднепровском уезде считалось: 
|                                |              | 1894   | 1895   |
| Плугов, буккеров и запашников: | у владельцев | 5 220  | 6 752  |
|                                | у крестьян   | 27 271 | 30 112 |
| Конных молотилок:              | у владельцев | 131    | 290    |
|                                | у крестьян   | 671    | 838    |

В 1902 году в Лиховке насчитывалось 975 дворов с населением 5734 человека. Количество крестьянской земли оставалось прежним и составляло 7434,9 десятины, но распределялась она неравномерно. Большинство крестьян было малоземельным и безземельным, так как наделами по-прежнему владели только 1280 человек. В этот период в Лиховке 280 крестьянских дворов засевали до 5 десятин земли, 403 двора — от 5 до 10, 243 двора — от 10 до 20, а свыше 50 десятин земли засевали 9 дворов.
Под влиянием революционных событий в Екатеринославе, Каменском, Кривом Роге, Веселых Тернах летом 1905 года происходили волнения и в Лиховской волости.
28 июня 1905 года губернатор докладывал департаменту полиции, что в мае этого же года в двух помещичьих имениях крестьяне Лиховки в количестве около 80 человек провели самовольную потраву посевов и на требование объездчиков экономии не делать этого отвечали угрозами. Инициаторами этих выступлений были С. Чернобривец и М. Перец. Крестьянин из Лиховки С. Ф. Лан участвовал в разгроме экономии купца Рыбки. В октябре 1905 года верхнеднепровский уездный исправник, извещая екатеринославского губернатора о совместном выступлении рудокопов и крестьян в Веселых Тернах и близлежащих населенных пунктах, потребовал, чтобы сюда немедленно были посланы солдаты. «Ожидаются беспорядки в Саксагани, Софиевке, Божедаровке, Лиховке, других селах»,— телеграфировал он. Для подавления крестьянских выступлений в Лиховку из Верхнеднепровска прибыл отряд казаков. Жителей согнали к волостной управе и заставили стоять на коленях в снегу все время, пока избивали нагайками самых активных участников революционных событий: С. Чернобривца, М. С. Носача, К. И. Самойленко, А. И. Аидриенко, Е. И. Дегтяра и др. Многие были арестованы и брошены в тюрьму. В 1908 году в Лиховке уже насчитывалось свыше тысячи дворов с общим количеством населения 6784 человека. Большинство крестьян, не имея возможности арендовать землю (арендпая плата составляла 25—30 руб. за десятину), уходили на весну, лето и осень из села в поисках заработка. Другие нанимались к местным помещикам. Административная власть в Лиховке в то время была сосредоточена в волостной управе. Её представляли старшина, писарь и пристав по рекрутскому набору. Охрана помещичьих имений и церковной собственности возлагалась на урядников и стражников, которых насчитывалось здесь 18—20 человек.

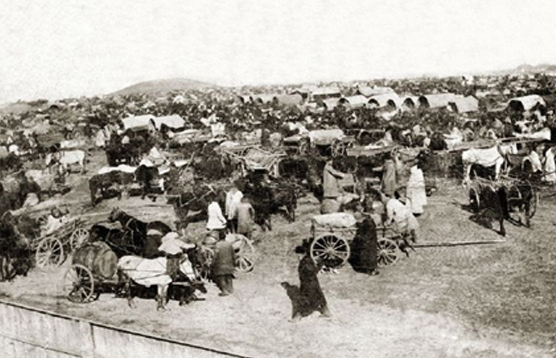
Преображенская ярмарка

В своем донесении земский начальник 6-го участка Верхнеднепровского уезда от 9 августа 1909 года отмечал, что в селе, вероятно, существует революционный кружок, который следует ликвидировать.
Первый фельдшерский пункт здесь был открыт в конце XIX в. В нём работал лишь один фельдшер, который обслуживал больных всех окрестных сел. С 1910 года в Лиховке действовала амбулатория, однако в течение длительного времени в ней не было врача.
В 1913 году здесь построили стационарную больницу на 10 коек. Врачебный участок села обслуживал 28 населенных пунктов Краснокутской, Лиховской, Мишуринорогской и Николаевской волостей с населением почти 22 тыс. человек. Лечение было платным. Так, за один врачебный осмотр необходимо было платить 14 коп., рецепт стоил 6 копеек.
Большинство жителей Лиховки оставалось неграмотным. Первую школу здесь открыли в 1848 году. В официальных документах указывалось, что она размещалась в здании «достаточно ветхом и неказистом». Здесь работал лишь один учитель. В 1877/78 учебном году школу посещали всего 50 мальчиков и две девочки, а население Лиховки составляло тогда 3014 человек. В 1881 году построили помещение для нового одноклассного училища. В январе 1895 года в нём обучалось 56 мальчиков и 11 девочек. В 1906 году вместо старого здания школы, сгоревшего во время пожара 1904 года, было сооружено новое. Однако занятия в этом помещении начались только через пять лет. После революции 1905—1907 гг. в сторожке старой церкви открылась трехгодичная школа для девочек. Накануне первой мировой войны в Лиховке, где в это время проживало 7366 человек, работали три церковноприходские школы с тремя отделениями (мужским, женским, смешанным), двухклассная и одноклассная земские школы. В 1914 году в селе была открыта высшая начальная школа — одна на девять волостей (Байдаковскую, Краснокутскую, Куцеволовскую, Лиховскую, Мишуринорогскую, Николаевскую, Попельнастовскую, Троицкую, Успенскую). В неё принимали детей в возрасте от 10 до 13 лет, прошедших курс одноклассной школы. После её окончания можно было поступать в пятый класс общеобразовательных средних учебных заведений, сдав экзамен по иностранному или древнему языку. Но школы не могли охватить обучением всех детей школьного возраста. А дети бедняков вообще не имели возможности получить образование.
В селе не было ни одной библиотеки. Газеты выписывали только единицы из числа богатых жителей.

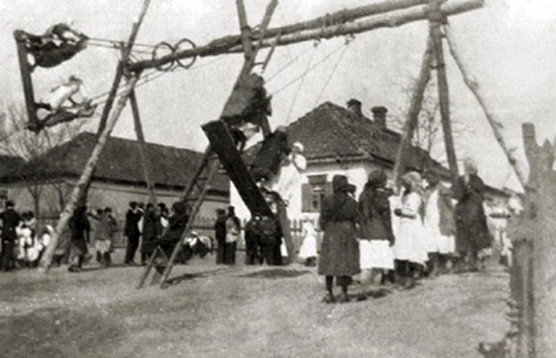
Народные развлечения на ярмарке

Новые бедствия принесла народу первая мировая война. В царскую армию было мобилизовано более 600 жителей Лиховки. Бедняцкие хозяйства, оставшиеся без рабочих рук, приходили в упадок.
После победы Февральской революции 1917 года население Лиховки все активнее включалось в политическую борьбу. Но власть в селе оказалась в руках сторонников Временного правительства. Т. н. «общественный комитет» возглавил представитель партии эсеров. После победы Октябрьской революции в Петрограде, усиливается борьба за установление Советской власти в селе. В январе 1918 года на сельском сходе были избраны три делегата — Е. П. Петренко, С. X. Борец и И. Л. Мороз — на губернский съезд Советов крестьянских депутатов, который состоялся в Екатеринославе 28—31 января 1918 года. На съезде лиховские депутаты присоединились к большевикам. Они одобрили принятую съездом резолюцию: «Да здравствует власть крестьян, рабочих и солдат! Власть Советов в волости, в уезде, в губернии, во всей Украине, во всей России, во всем мире». Возвратившись домой, делегаты созвали общее собрание жителей, на котором рассказали о работе съезда. Выполняя его решения, крестьяне в январе 1918 года избрали первый Совет рабочих, солдатских и крестьянских депутатов в составе 72 человек во главе с Е. П. Петренко. Так в селе была установлена Советская власть. Совет направил в близлежащие помещичьи имения своих уполномоченных — Д. С. Белецкого, Ф. К. Беленко, И. И. Романовского, Т. П. Заломия и других для учёта и охраны имущества и инвентаря. При Совете был организован земельный отдел, который брал на учёт помещичьи, церковные и кулацкие земли. Отдел определил норму земельного надела для безземельных и малоземельных крестьян. На душу населения приходилось по две десятины. Уже в начале января 1918 года для борьбы против врагов Советской власти в селе создали боевую дружину, в которую входили Д. И. Короткий, С. Д. Чуприна, Г. Н. Третьяк и многие другие. Однако "социалистическое строительство" было прервано вторжением австро-германских солдат, захвативших Лиховку в апреле 1918 года. Население вело борьбу против врага. Активисты села вступили в партизанский отряд, базировавшийся в Чёрном лесу, в 10 км от Лиховки. За сопротивление оккупационному режиму, как докладывал екатеринославский губернский староста департаменту «державной варты», с жителей Лиховки была взыскана контрибуция в сумме 15 тыс. руб. 14 человек по приговору военно-полевого суда подвергли истязаниям. 20 июня 1918 года в село вступил большой карательный отряд австро-германских войск. Оккупанты учинили жестокую расправу над советскими активистами. В их руках оказались руководитель боевой дружины Д. О. Белецкий, дружинники Ф. К. Беленко, И. И. Романовский, Т. П. Заломий, А. П. Деркач и другие — всего 25 человек. Палачи вывезли их в Мишурин Рог и там, в днепровских плавнях, расстреляли.
В конце ноября 1918 года австро-германские оккупанты оставили Лиховку. Трудящимся села в этот период пришлось вести борьбу против националистических банд, поддерживавших Директорию Украинской Народной Республики. Примерно зимой с 1918 до 1919 года, в 1/2 версты от с. Лиховки Атаман Котик встретил коммунистическую бригаду оружейным и пулемётным огнем. Начальник коммунистического авангарда, тов. Клименко, развернул свой отряд фронтом и бросился в атаку. Котиковцы бежали. Окружив село Лиховку, а в нём и отряд Котика, коммунисты вступили в село и направились к помещению штаба Котика. В штабе никого не оказалось. Красный комбриг отдал приказ о розыске тов. Косенко. В то время, когда в селе шла редкая перестрелка — бригада обезоруживала отряд Котика, в штаб прибежала девушка, служащая местной больницы, и рассказала, что она слышала разговор котиковцев о том, что они убили одного коммуниста, труп которого пустили под лед. Вскоре действительно в речке, протекающей посредине села, был обнаружен труп тов. Косенко. Отряд Котика был обезоружен. Начались поиски штабистов и самого Котика, скрывшегося в селе. Из села Клмуняки никого не выпускали. Через некоторое время красные получили сведения, что Котик спрятался в земской больнице. После обыска больницы он был найден и пойман. Военный совет бригады приговорили Атамана к расстрелу. Приговор в тот же день был приведен в исполнение. В селе Лиховке красная бригада простояла два дня. Похоронив тов. Косенко, бригада двинулась тем же маршрутом в обратный путь. В селе была восстановлена Советская власть.
В июне 1919 года, когда с юга наступали деникинские войска, в селе состоялось общее собрание жителей Лиховки, на котором крестьяне постановили «поддерживать народную Красную Армию, которая борется с заклятыми врагами революции и свободы, завоеванной кровью трудящегося класса». Было принято решение — выделять для советских воинов хлеб, различные продукты питания, а также фураж. Кроме того, собрание постановило наложить на сельскую буржуазию контрибуцию в пользу Красной Армии. Многие жители села влились в ряды советских войск. В декабре 1919 года войска Красной Армии освободили Лиховку от белогвардейских банд, в селе окончательно утвердилась Советская власть.
В июле 1920 года в селе был создан КНС, в который вошло 105 человек. Комитет оказал помощь продовольственным органам в заготовке продуктов.
Осуществляя ленинскую земельную политику, КНС распределил и перераспределил помещичьи и кулацкие земли, а также сельскохозяйственный инвентарь между безземельными и малоземельными крестьянами. Они получили давно ожидаемую землю. В 1921 году за жителями села было закреплено 12 376 десятин земли, тогда как в 1914 году в пользовании жителей Лиховки было 5640 десятин.
Много трудностей пришлось преодолеть крестьянам Лиховки в годы восстановления народного хозяйства. Не хватало посевного материала, тягловой силы, инвентаря.
Под руководством партийной организации проводилась большая работа по привлечению крестьян к коллективному ведению хозяйства. В 1921 году в селе был организован ТОЗ «Свобода», состоявший из 15 хозяйств. В 1924 году в нём работало 72 человека. Этот коллектив имел 150 десятин земли, 20 лошадей, 12 коров, 5 плугов, 2 буккера и молотилку. В 1924 году основан второй коллектив «Поміч».
В 1922 году в селе действовал волостной партийный комитет в составе 12 человек. В Лиховский волостной исполком входило 10 коммунистов.
Партийная организация возглавила борьбу жителей Лиховки против кулачества, которое оказывало ожесточенное сопротивление социалистическим преобразованиям, всячески препятствовало объединению крестьянских хозяйств в колхозы.
Коммунистам во всем помогала комсомольская ячейка, созданная в Лиховке в 1922 году. Первым секретарем её стал А. Карпенко.
При Лиховской высшей начальной школе комсомольская организация существовала с 1925 года. В 1927 году оформилась сельская территориальная комсомольская организация, активными членами которой были И. Маяк (погиб от рук украинских националистов в Львовской области в 1948 году), П. Т. Буряк, А. Г. Андриенко, М. З. Одновол, В. Шиндиль и другие.
Большое внимание уделялось в селе улучшению медицинского обслуживания населения, культурно-просветительной работе. В 1925 году в Лиховке действовали больница, амбулатория, работали четыре школы, где 32 учителя обучали 660 учеников. Принимались все меры к тому, чтобы покончить с неграмотностью среди взрослых. В 1923 году при Лиховском сельсовете создали комиссию по ликвидации неграмотности.
Важное значение придавала партийная организация повышению политической сознательности женщин. Передовые крестьянки принимали активное участие в проведении таких мероприятий, как «Неделя оказания помощи раненому красноармейцу», «Неделя помощи фронту».
Очагом политико-массовой работы в селе стала изба-читальня, где проводились коллективные читки газет и журналов, организовывались лекции. В Лиховке работали два клуба, здесь открыли библиотеку.
Успешно осуществлялись планы социалистического строительства и в последующие годы. В 1928 году в селе был создан новый ТОЗ «Почин». Организаторами его являлись Н. Писаревский, ставший председателем, Н. Сичовый, Ф. Меркулов. В 1929—1930 гг. возник ряд артелей, а к 1931 году здесь полностью была завершена коллективизация. В 1933 году в селе имелось пять колхозов: «Червоний шлях», «Червоний боєць», им. Войкова, «Червоний прапор» и «Почин».
Для оказания артелям практической помощи техникой в 1932 году создана Лиховская МТС, обслуживавшая 16 колхозов и имевшая в своем машинном парке 22 трактора марки ХТЗ, 20 корпусных плугов, 10 буккеров и др. Спустя три года здесь насчитывалось 42 трактора марки ХТЗ, 42 тракторных плуга, 14 тракторных сеялок и другой инвентарь. Работу МТС направляла партячейка, объединявшая 11 членов партии и 5 кандидатов в члены партии. Среди колхозников широко развернулось социалистическое соревнование.
За годы первых пятилеток лиховские колхозы накопили довольно большой опыт ведения общественного хозяйства. Повысилась производительность труда, увеличился выпуск сельскохозяйственной продукции. Так, в 1939 году на молочнотоварной ферме колхоза «Червоний шлях» надои молока составляли в среднем по 2185 кг от каждой коровы. Больших успехов добились животноводы овцеводческих ферм сельхозартелей «Почин», где в 1937—1939 гг. получено 147,9 ягненка на 100 овцематок, им. Войкова и «Червоний боєць», где в те же годы выращено в среднем соответственно 129,5 и 111,9 ягненка на 100 овцематок. В 1939 и 1940 годах колхозы «Почин», им. Войкова и «Червоний шлях» демонстрировали успехи в развитии животноводства на Всесоюзной сельскохозяйственной выставке. В 1940 году участником Выставки стала овцеводческая ферма колхоза «Червоний боєць». В том же году за высокие достижения в труде в Почетную книгу Всесоюзной сельскохозяйственной выставки занесены 17 передовиков. Среди них — комбайнер Лиховской МТС С. В. Пилипенко, который в 1939 году собрал урожай зерновых с 327 га за 25 дней (урожайность составила 13,7 цнт с гектара); свинарка колхоза им. Войкова П. К. Голубенко, добившаяся приплода по 19 поросят на свиноматку; конюх колхоза «Червоний шлях» Т. Л. Золотоноша, получивший в 1939 году 10 жеребят от 10 конематок.
Значительные изменения произошли в жизни и быту тружеников села. Росли доходы колхозников. В 1940 году они получали на трудодень по 5 кг зерна и по 3 руб. денег. Жители Лиховки строили новые дома. Центр села был радиофицирован и электрифицирован.
В селе работали больница и амбулатория, оснащенные современным медицинским оборудованием.
Все дети школьного возраста учились. В 1934 году одну из семилетних школ села реорганизовали в среднюю. Кроме неё, до войны в Лиховке работали ещё четыре школы: семилетняя и три начальные. В них 65 учителей обучали 1052 ученика.
Когда жизнь советских людей была нарушена нападением Германии на СССР, трудящиеся Лиховки горячо откликнулись на призыв партии встать на защиту Отчизны. 23 июня 1941 года в селе состоялся митинг, на котором коммунисты призывали население жить и трудиться по законам военного времени, всемерно помогать Красной Армии. С первых же дней войны многие жители Лиховки ушли на фронт.
Под руководством партийной организации труженики села быстро и организованно собрали урожай. На полях трудились все колхозники, члены семей рабочих и служащих, школьники, студенты, приехавшие из днепропетровских вузов. Люди работали от зари до позднего вечера и свои обязательства выполнили своевременно. Когда нависла угроза оккупации, началась эвакуация населения. Техника, скот и зерно были вывезены на восток, а оставшиеся ценности надежно спрятаны или уничтожены, чтобы не достались врагу.
17 августа 1941 года Лиховку захватили немцы.
С первых же дней своего «хозяйничанья» в селе оккупанты бросили в концлагеря не успевших эвакуироваться коммунистов — Н. Царенко, Д. Галацко, И. Н. Пастухова и др. Около 400 жителей Лиховки гитлеровцы насильно угнали в рабство в фашистскую Германию.
Время от времени в селе появлялись листовки, сводки Советского информбюро, в которых сообщалось о событиях на фронтах. Их распространял учитель-коммунист Г. М. Кривуля, которого впоследствии фашисты арестовали и казнили.
17 октября 1943 года Лиховка была освобождена от гитлеровских захватчиков. 1400 жителей села воевали на фронтах Великой Отечественной войны. 362 человека погибли на полях сражений. За героизм и отвагу в боях против немецко-фашистских оккупантов 114 жителей Лиховки награждены орденами и медалями, среди них — И. П. Шаров и П. Ф. Мороз (подполковники в отставке), А. И. Михальков (генерал-майор), И. А. Брага и В. К. Свистун (майоры в отставке).
Уроженцу Лиховки коммунисту В. Г. Солдатенко за проявленную храбрость при форсировании Днепра в сентябре 1943 года присвоено звание Героя Советского Союза.
В 1944 году образован Лиховский район, между 1952 и 1961 годами район упразднён.
В 1950 году колхозы Лиховки укрупнились, вместо пяти их стало два: им. Суворова и им. Кутузова. Впоследствии колхоз им. Кутузова был преобразован в совхоз «Коммунар». В результате укрупнения колхозов укрепилась материально-техническая база хозяйств, повысилась производительность труда. Пополнилась новой техникой и Лиховская МТС, которая в 1951 году имела 54 трактора. Увеличились урожаи сельскохозяйственных культур. Так, в 1955 году в колхозе им. Суворова собрано зерновых в среднем по 20 цнт с гектара при плане 18,3, подсолнечника — по 17 цнт при плане 15. Успешно развивалось и животноводство.
В 1957 году село получило статус посёлок городского типа. В 1973 году здесь действовали хлебозавод, сыродельный цех и другие пищевые предприятия, а также инкубаторная станция.
В январе 1989 года численность населения составляла 2853 человек.
По состоянию на 1 января 2013 года численность населения составляла 2076 человек.

## Население
| 1863 | 1884 | 1902 | 1989 | 2013 | 2020 |
| ---- | ---- | ---- | ---- | ---- | ---- |
| 2692 | 3497 | 5734 | 2853 | 2076 | 1931 |

## Экономика
- ЧП «Агро-ера-Н».
- ООО «Степ».

## Объекты социальной сферы
- Школа.
- Детский сад.
- Больница.
- Дом культуры.
- Публичная поселковая библиотека - филиал № 1 Пятихатской ЦБС

## Транспорт
Находится в 27 км от ближайшей железнодорожной станции Вольные Хутора
Через посёлок проходит автомобильная дорога Т-0423.

## Известные уроженцы
- Гроссгейм, Александр Альфонсович (1888—1948) — российский и советский ботаник, академик АН СССР, академик АН Азербайджанской ССР, лауреат Сталинской премии.
- Путря, Александр Архипович (1929—1985) — советский партийный и государственный деятель.
- Солдатенко, Василий Григорьевич (1920—1985) — старший радиотелеграфист штабной батареи 6-го артиллерийского полка, Герой Советского Союза.

## Достопримечательности
- Братская могила советских воинов.
- Мемориальный комплекс открытый в честь 45 годовщины победы на фашизмом.